# 영국령 버진아일랜드의 코로나19 범유행
다음은 영국의 해외 영토인 영국령 버진아일랜드의 코로나19 범유행에 대한 글이다.

## 배경
2020년 1월 12일 세계보건기구(WHO)는 2019년 12월 31일부터 일어난 중화인민공화국 후베이성 우한시의 집단 호흡기 질환이 신종 코로나바이러스 때문이라는 것을 확인하였다.
코로나19의 사망률은 2003년에 일어난 사스 유행에 비하면 훨씬 낮지만, 전염성은 훨씬 높아 총 사망자가 많아졌다.

## 연혁

### 2020년 3월
3월 25일, 영국령 버진아일랜드는 처음으로 코로나바이러스감염증-19 환자가 두 명이 생겼다고 밝혔다. 첫 번째 환자는 3월 15일 유럽에 갔다온 56세의 남성 거주자이며, 다른 한명은 뉴욕을 갔다가 코로나 반응 양성자와 접촉하여 3월 8일 검사를 받은 거주자이다.

### 2020년 4월
4월 9일, 영국령 버진아일랜드는 전 영토에 걸친 봉쇄 조치를 발표하였다.
4월 18일, 처음으로 코로나로 인한 사망자가 발생하였다. 4월 27일, 보건부 장관 카빈 말론은 미국 세관이 1만 2천 달러 상당의 코로나19 의약품을 압류한 후 이 섬이 미국 이외의 지역에서 의료용품을 구입할 것이라고 발표하였다. 이후 배는 4월 16일에 풀려났다.
4월 19일, 전 영토에 걸쳐 총 7일간 봉쇄 조치가 이루어졌다.
4월 30일, 정부는 가난한 가정에 음식을 제공하는 바우처 제도를 발표하였다.

### 2020년 5월
세계보건기구는 영국령 버진아일랜드의 코로나19 상태가 "산발적 감염"을 가지고 있다고 분류하였다.
5월 8일, 총 여덟 번째 환자가 발생하였다.
5월 26일, 보건 당국은 버진아일랜드에서의 코로나19 확진 환자가 0명이라고 발표하였다. 하지만 이어 싸움은 끝나지 않았다고 경고하였다.

### 2020년 7월
7월 30일 정부는 코로나19와 관련된 통금 시간을 8월 13일까지 더 연장하는 추가 통금 명령을 발표하였다. 통행금지 시간은 자정부터 오전 6시까지이다.

### 2020년 8월
오랜 기간 동안 확진자가 나오지 않다가 8월 1일 아홉 번째 양성 환자가 생겼다는 것을 발표하였다.
8월 3일 정부는 근로 허가서에 무기한으로 버진아일랜드로 다시 돌아오는 것을 일시적으로 면제한다는 명령을 발표하였다.
8월 14일, 정부는 5개월 동안 시행한 통행금지를 끝냈다.
8월 17일 추가로 두 건의 새로운 환자가 발생하였다.
8월 21일, 9건의 추가 확진자가 발생하자 정부는 통행금지를 다시 강화하였다. 감염자의 증가는 이웃인 미국령 버진아일랜드에서 사람들이 의무적인 검역 제한을 피하기 위해 불법으로 영국령 버진아일랜드에 재입국한 것으로, 정부는 이를 비판하였다.
8월 25일, 추가로 5건의 새 확진자가 발생하였고, 정부는 영토를 다시 봉쇄하였다. 8월 28일 추가로 9건의 새로운 사례가 발표돼 단 며칠만에 총 건수가 세 배로 증가하였다.

### 2020년 9월
영국령 버진아일랜드에서 9월 2일부터 9월 16일까지 매일 통행금지를 시켰다. 필수적이고 중요한 서비스에 종사하는 노동자만이 통행금지 면제였다. 통행금지가 10월 1일까지 연장됐고, 허가 없이 영해를 들어오는 선박의 출입을 금지한다는 내용을 발표하였다.

### 2020년 10월
새로운 확진자 사례가 보고되지 않고 있기 때문에 10월 22일까지 자정부터 오전 5까지의 야간 통행금지가 계속되더라도 바를 포함한 영업은 재개할 수 있게 되었다.

## 봉쇄
다른 많은 나라들과 마찬가지로, 영국령 버진아일랜드 또한 바이러스의 확산을 통제하기 위해 시민들의 이동에 제한을 가하였고, 영토를 드나드는 국제적 출입을 제한하였다.
영국령 버진아일랜드는 당초 3월 27일 오후 8시부터 4월 2일 오전 6시까지 3일간 24시간 폐쇄 조치를 내렸다. 그 후, 4월 2일부터 2주 동안 기간이 연장됐고, 그리고 나서 7일이 더 연장됐다. 결국 30일 후인 4월 25일에 조치가 끝났다. 이는 17시간 동안의 통행금지로 대체가 되어 주민들은 오전 6시부터 오후 1시까지만 집을 나갈 수 있었다.
5월 10일, 통행금지가 오후 7시부터 오전 6시까지 통행이 금지되는 것으로 보다 완화된 금지로 대체하였다. 그리고 이 기간이 끝나기 이틀 전 통행 금지 기간을 6월 6일까지 연장하였다.
공공 해수욕장은 5월 10일에 개장됐다.
국경선은 6월 2일까지 폐쇄됐지만, 버진아일랜드를 여행하는 사람들은 도착 후 14일간 검사를 받으면 여행이 가능하였다.

## 같이 보기
- 2013~2014년 치쿤구니야 유행

- 2009년 인플루엔자 범유행
- 북아메리카의 코로나19 범유행